# Городно (озеро, Новгородская область)
Го́родно — озеро в Хвойнинском районе Новгородской области России. Относится к бассейн реки Кушавера. Площадь — 9,74 км². Площадь водосбора — 219 км².
Озеро расположено на территории государственного природного заказника регионального значения «Карстовые озёра». Имеет карстовое происхождение, в связи с чем раз в 20—40 лет вода полностью уходит из озера, и илистое дно становится пастбищем.
В северной части озера расположены четыре деревни, входящие в Любытинский район — Домовичи, Красная Гора, Никандрово, Ерошата. В деревнях жили писатели Виталий Бианки, Иван Соколов-Микитов, Фёдор Абрамов, Олег Волков, Глеб Горышин. Детский писатель Николай Сладков посвятил озеру рассказ «Таинственное озеро». Алексей Ливеровский неоднократно упоминал Городно в своих охотничьих рассказах.
В XVIII веке на берегу озера основал православную обитель преподобный Русской церкви Никандр Городнозерский, который получил своё прозвище по названию озера Городно.